# Хвойна вулиця (Київ)
Хво́йна ву́лиця — вулиця в Дарницькому районі міста Києва, селище Бортничі. Пролягає від Переяславської вулиці до вулиці Івана Богуна.
Прилучається Солодкий провулок.

## Історія
Виникла у середині XX століття, мала назву вулиця Комінтерну, на честь Комуністичного інтернаціоналу. Таку ж назву у 1919–2008 роках у Києві мала нинішня вулиця Симона Петлюри.
Сучасна назва — з 2015 року.